# Guillermo Galindo Olalde
Guillermo Galindo Olalde (Gómez Palacio, Durango, México; 1966) es un exfutbolista mexicano, jugaba en la posición de mediocampista. Nació en la colonia Santa Rosa.

## Trayectoria
Comenzó a practicar fútbol desde los 8 años de edad en el equipo de la Calle Zaragoza en la categoría infantil de la Liga de Fútbol del Seguro Social. A los 10 años logró el campeonato de goleo en un torneo a nivel nacional disputado en la Ciudad de México y a los 12 años fue nombrado mejor jugador de un torneo disputado en Sinaloa. Posteriormente, militó en los equipos Taller Santa Rosa, SUTERM y Asturias. 
En verano de 1983 el IMSS organizó un torneo donde el ganador obtendría la franquicia de Santos IMSS Tlaxcala. Para este torneo el equipo de IMSS Gómez Palacio fue reforzado con jugadores de Asturias y entre estos jugadores fue incluido Guillermo, de esta forma surgió el representativo juvenil de Gómez Palacio. Este representativo se coronó campeón del torneo al ganarle la final a Jalisco y obtuvo la franquicia ubicada en la Segunda División "B", el equipo se trasladó a Torreón y se convirtió en el Club Santos IMSS.
El 4 de septiembre de 1983 fue titular en el primer partido y victoria en la historia de Santos IMSS, la cual fue ante Bachilleres de la U. de G. por marcador de 2-0. En su primera temporada con Santos se coronó campeón de liga y también obtuvo el título de Campeón de Campeones, con lo que logró el ascenso a la Segunda División "A."
Estuvo en Santos hasta 1991 y después formó parte de diferentes equipos. En la temporada 1991-92 fue transferido a Correcaminos UAT. La temporada 1992-93 estuvo con Gallos Blancos de Querétaro, los cuales descendieron la siguiente temporada. En 1994-95 formó parte de Tampico Madero Fútbol Club, siendo este su último equipo en primera división. A partir de la temporada 1995-96 jugó en diferentes equipos de la Primera División A como Acapulco, La Piedad y Alacranes de Durango, con quienes se retiró en el año 2000. Antes de retirarse incursionó en a Liga LMS de los Estados Unidos, jugando de 1998 a 1999 con los Patriotas de El Paso.
A partir del 2002 se convirtió en director técnico, dirigiendo al equipo Lerdo FC de la tercera división.

## Selección nacional
Durante su estancia en la Primera División A fue convocado a selección nacional de esta rama, que jugó un partido contra Jamaica, ocupando el lugar de la selección mayor.